# Sermano
Sermano est une commune française située dans la circonscription départementale de la Haute-Corse et le territoire de la collectivité de Corse. Elle appartient à l'ancienne piève de Bozio dont elle était le chef-lieu.

## Géographie

### Accès
La commune est traversée par la D 41, route reliant au nord-ouest la RN 193 à la D 39 à Feo (Favalello) au sud, et qui permet de rejoindre la RN 200. La D 41 dessert les villages de Tralonca, Santa-Lucia-di-Mercurio, et Sermano, et traverse les communes de Castellare-di-Mercurio et Favalello.

## Urbanisme

### Typologie
Au 1er janvier 2024, Sermano est catégorisée commune rurale à habitat dispersé, selon la nouvelle grille communale de densité à sept niveaux définie par l'Insee en 2022.
Elle est située hors unité urbaine. Par ailleurs la commune fait partie de l'aire d'attraction de Corte, dont elle est une commune de la couronne,. Cette aire, qui regroupe 34 communes, est catégorisée dans les aires de moins de 50 000 habitants,.

### Occupation des sols
L'occupation des sols de la commune, telle qu'elle ressort de la base de données européenne d’occupation biophysique des sols Corine Land Cover (CLC), est marquée par l'importance des forêts et milieux semi-naturels (94,9 % en 2018), une proportion identique à celle de 1990 (94,9 %). La répartition détaillée en 2018 est la suivante : 
milieux à végétation arbustive et/ou herbacée (76,1 %), forêts (18,8 %), zones agricoles hétérogènes (5,1 %). L'évolution de l’occupation des sols de la commune et de ses infrastructures peut être observée sur les différentes représentations cartographiques du territoire : la carte de Cassini (XVIIIe siècle), la carte d'état-major (1820-1866) et les cartes ou photos aériennes de l'IGN pour la période actuelle (1950 à aujourd'hui).

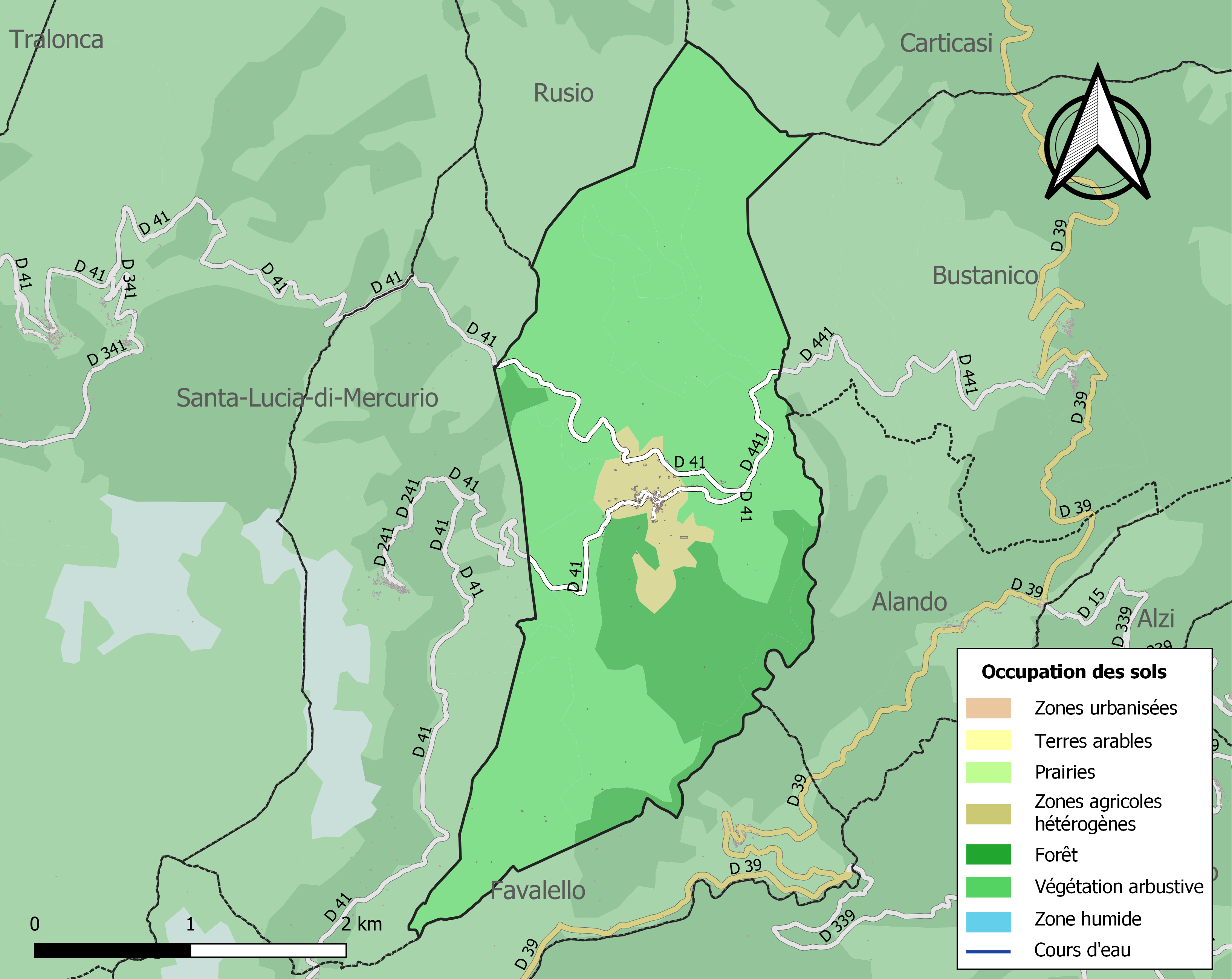
Carte des infrastructures et de l'occupation des sols de la commune en 2018 (CLC).

## Toponymie
Le nom corse de la commune est Sermanu /sɛrˈmãnu/. Ses habitants sont les Sermanacci.

## Histoire

### Temps modernes
Au début du XVIe siècle, vers 1520, la piève du Bozio comptait environ 2 000 habitants. Elle avait pour lieux habités la Rebia, Arbitro, lo Pè de la Corte, la Casella, li Alzi, Arando, lo Pogio, Bostanico, Cormano, lo Castello, lo Favalello.
Au XVIIIe siècle, la piève du Bozio était composée des communautés de Favalello 72. Sermano 149. Castirla 179. Allando 159. Rebbia 189. Casanova, e Castello 164. Alzi 82. Pie di Corte 168. Bustanico 199. Arbitro 89.
Passant sous l'administration militaire française en 1769, la piève de Bozio devient en 1790 le canton de Bozio, constitué des communes d'Alando, Alzi, Arbitro, Bustanico, Castellare-di-Mercurio, Favalello, Mazzola, Piedicorte-di-Bozio, Rebbia et Sermano.
Le canton de Bozio est renommé en 1793 canton de Mercurio et incorpore les communes de Santa-Lucia-di-Mercurio et de Tralonca, issues du canton voisin de Talcini, avant de prendre en 1828 le nom de son chef-lieu pour devenir le canton de Sermano.

### Époque contemporaine
En 1954, le canton de Sermano comprend les communes d'Alando, Alzi, Bustanico, Castellare-di-Mercurio, Favalello, Mazzola, Sant'Andrea-di-Bozio, Santa-Lucia-di-Mercurio, Tralonca et Sermano, chef-lieu de canton, qui comptait alors 126 habitants.
En 1973, le nouveau canton de Bustanico est créé avec la fusion imposée des anciens cantons de Piedicorte-di-Gaggio, San-Lorenzo (Haute-Corse) et Sermano. Sermano demeure le chef-lieu du nouveau canton.

## Politique et administration
| Période                                  | Période  | Identité          | Étiquette | Qualité |
| ---------------------------------------- | -------- | ----------------- | --------- | ------- |
| Les données manquantes sont à compléter. |          |                   |           |         |
| maire en 1911                            | ?        | Jean-Paul Mariani |           |         |
| mars 2001                                | 2008     | Christian Genasi  |           |         |
| mars 2008                                |          | Mathieu Strina    | DVD       | Employé |
|                                          | En cours | Jean Giudicelli   |           |         |

## Démographie
L'évolution du nombre d'habitants est connue à travers les recensements de la population effectués dans la commune depuis 1800. Pour les communes de moins de 10 000 habitants, une enquête de recensement portant sur toute la population est réalisée tous les cinq ans, les populations de référence des années intermédiaires étant quant à elles estimées par interpolation ou extrapolation. Pour la commune, le premier recensement exhaustif entrant dans le cadre du nouveau dispositif a été réalisé en 2004.

En 2022, la commune comptait 76 habitants, en évolution de +31,03 % par rapport à 2016 (Haute-Corse : +5,15 %, France hors Mayotte : +2,11 %).
| 1800 | 1806 | 1821 | 1831 | 1836 | 1841 | 1846 | 1851 | 1856 |
| ---- | ---- | ---- | ---- | ---- | ---- | ---- | ---- | ---- |
| 203  | 186  | 234  | 224  | 251  | 258  | 275  | 276  | 264  |

| 1861 | 1866 | 1872 | 1876 | 1881 | 1886 | 1891 | 1896 | 1901 |
| ---- | ---- | ---- | ---- | ---- | ---- | ---- | ---- | ---- |
| 286  | 269  | 263  | 284  | 276  | 251  | 263  | 265  | 246  |

| 1906 | 1911 | 1921 | 1926 | 1931 | 1936 | 1946 | 1954 | 1962 |
| ---- | ---- | ---- | ---- | ---- | ---- | ---- | ---- | ---- |
| 242  | 247  | 234  | 240  | 253  | 241  | 162  | 126  | 108  |

| 1968 | 1975 | 1982 | 1990 | 1999 | 2004 | 2006 | 2009 | 2014 |
| ---- | ---- | ---- | ---- | ---- | ---- | ---- | ---- | ---- |
| 90   | 85   | 76   | 63   | 76   | 78   | 82   | 72   | 60   |

| 2019 | 2022 | - | - | - | - | - | - | - |
| ---- | ---- | - | - | - | - | - | - | - |
| 71   | 76   | - | - | - | - | - | - | - |

## Lieux et monuments

### Architecture civile
- Monument aux morts, l'un des rares - voire l'unique - de l'île doté de la Tête de Maure.
- Fontaines nombreuses dans le village.

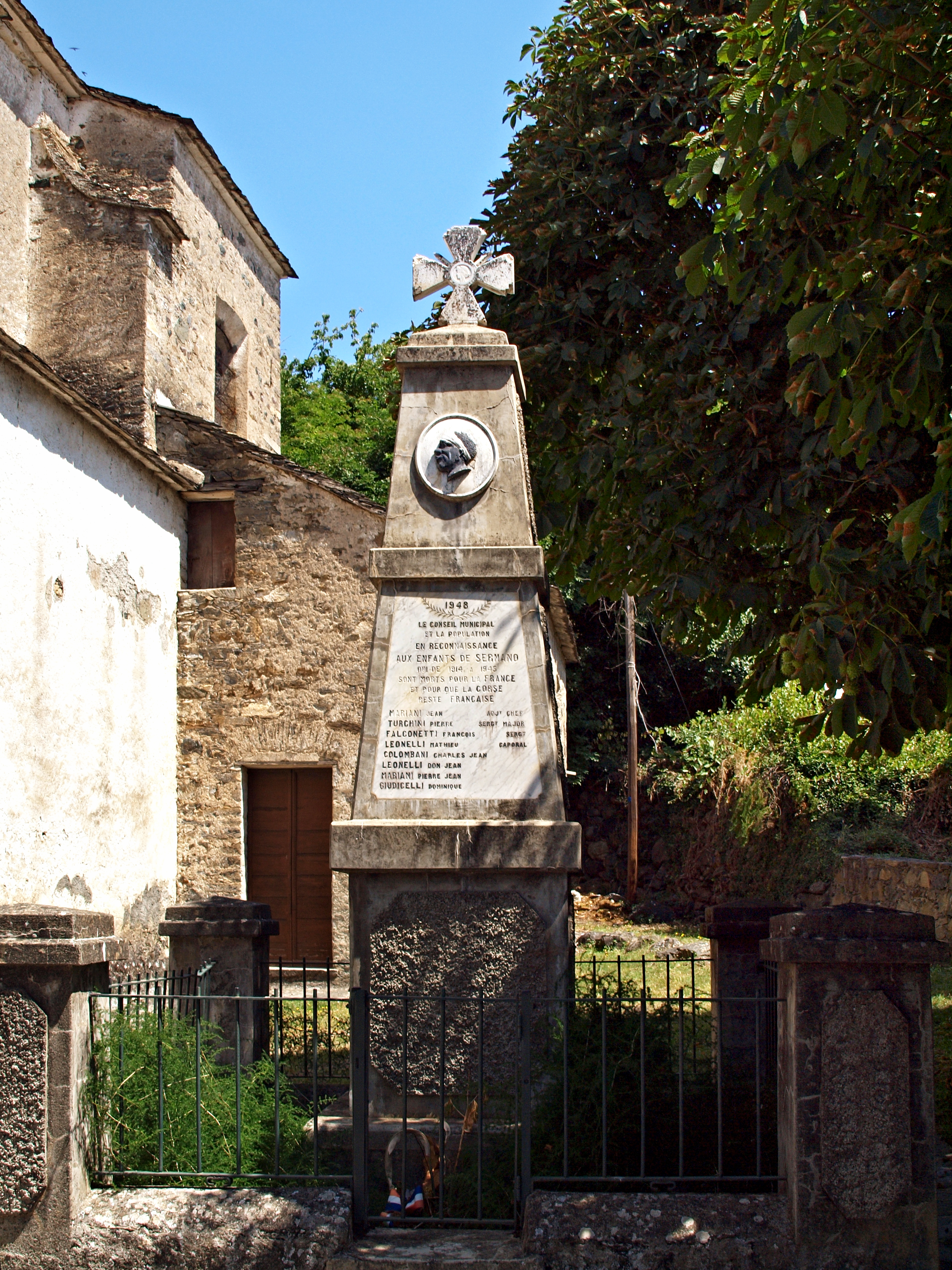
Monument aux morts.

### Architecture sacrée

#### Église romane Santi Niculaiu

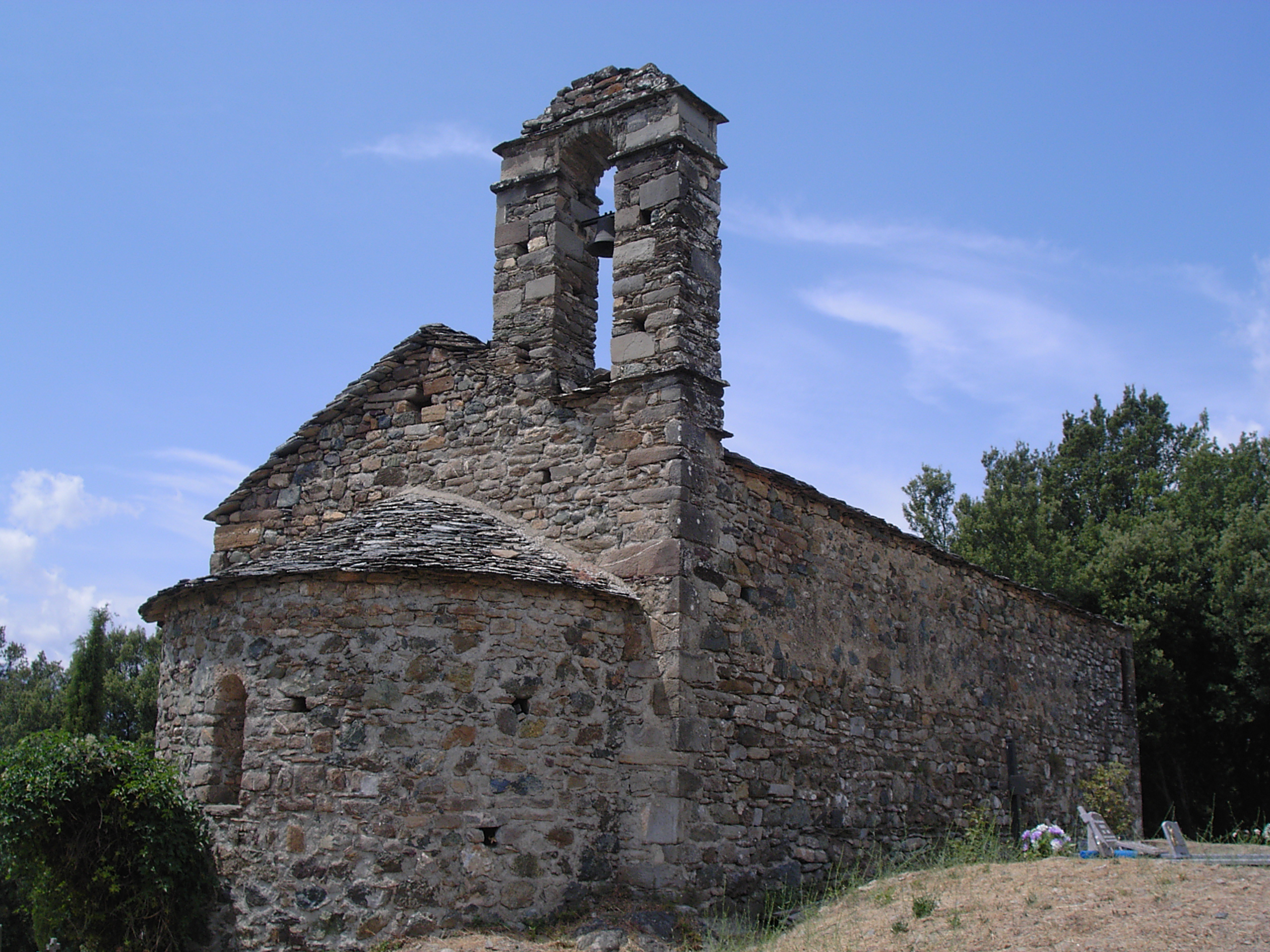
La chapelle Santi Niculaiu.

L'église de Santi Niculau, en français Saint-Nicolas, est datée du XIe siècle. L'édifice, situé à environ 500 m au sud-ouest et en contrebas du village, est accessible par un sentier, le Mare a mare nord, à suivre à partir de la mairie. Construite au Xe siècle, elle a été remaniée aux XVe, XVIIe et XVIIIe siècles.
L'église serait antérieure au Xe siècle. Au XVIe siècle, elle est devenue l'église annexe de Sant'Andrea-di-Bozio, la nouvelle église piévane, et a dû le demeurer jusqu'à la construction de la nouvelle église, au XIXe siècle. Elle est classée Monument historique par arrêté du 16 octobre 1992.
Elle abrite des fresques du XVe siècle.

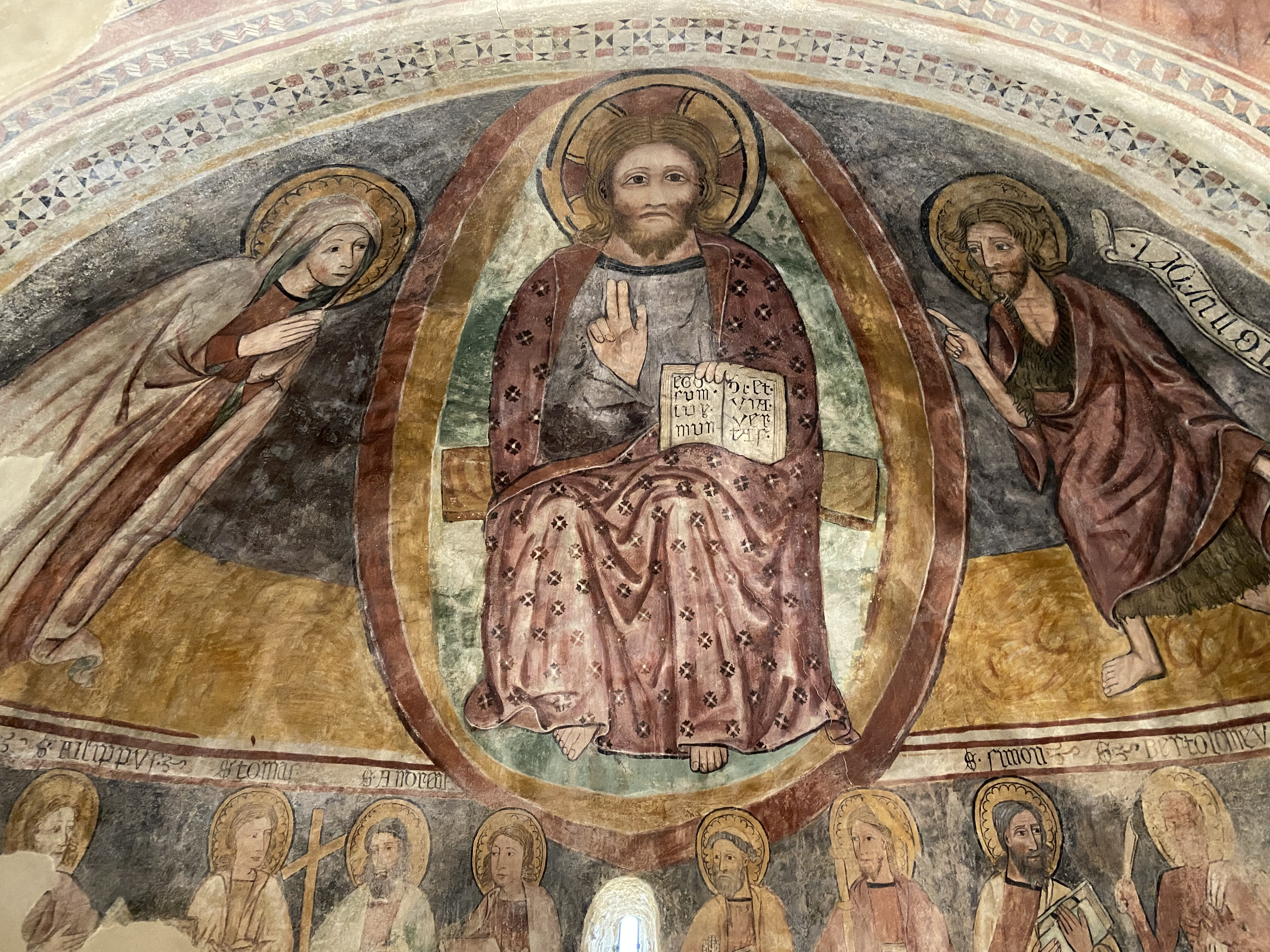
Les fresques de Santi Niculaiu.

#### Église de A Nunziata
L'église paroissiale de l'Annonciation (A Nunziata), de style baroque, est située au cœur du village

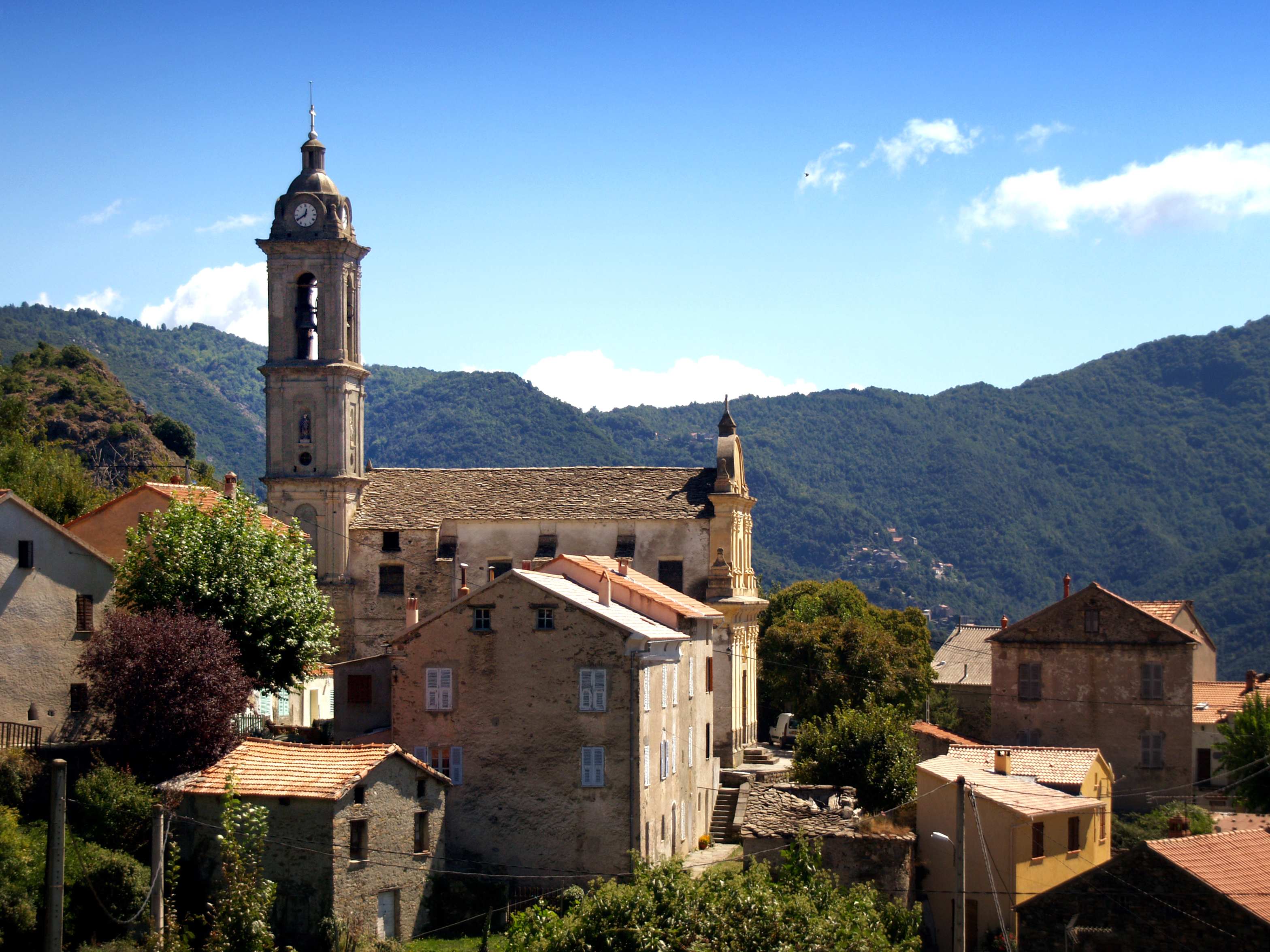
Église paroissiale de l'Annonciation.
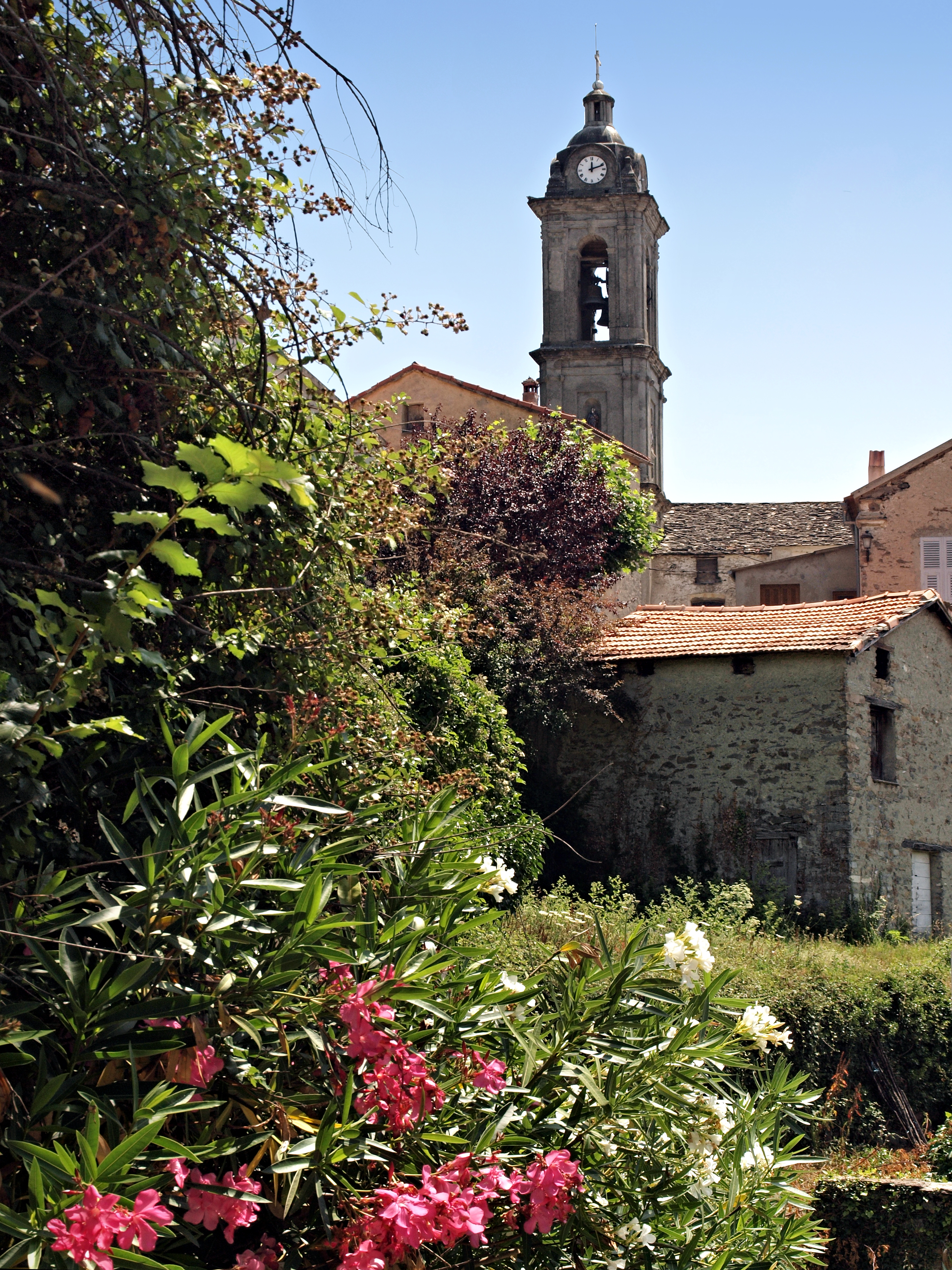
Clocher de l'église.
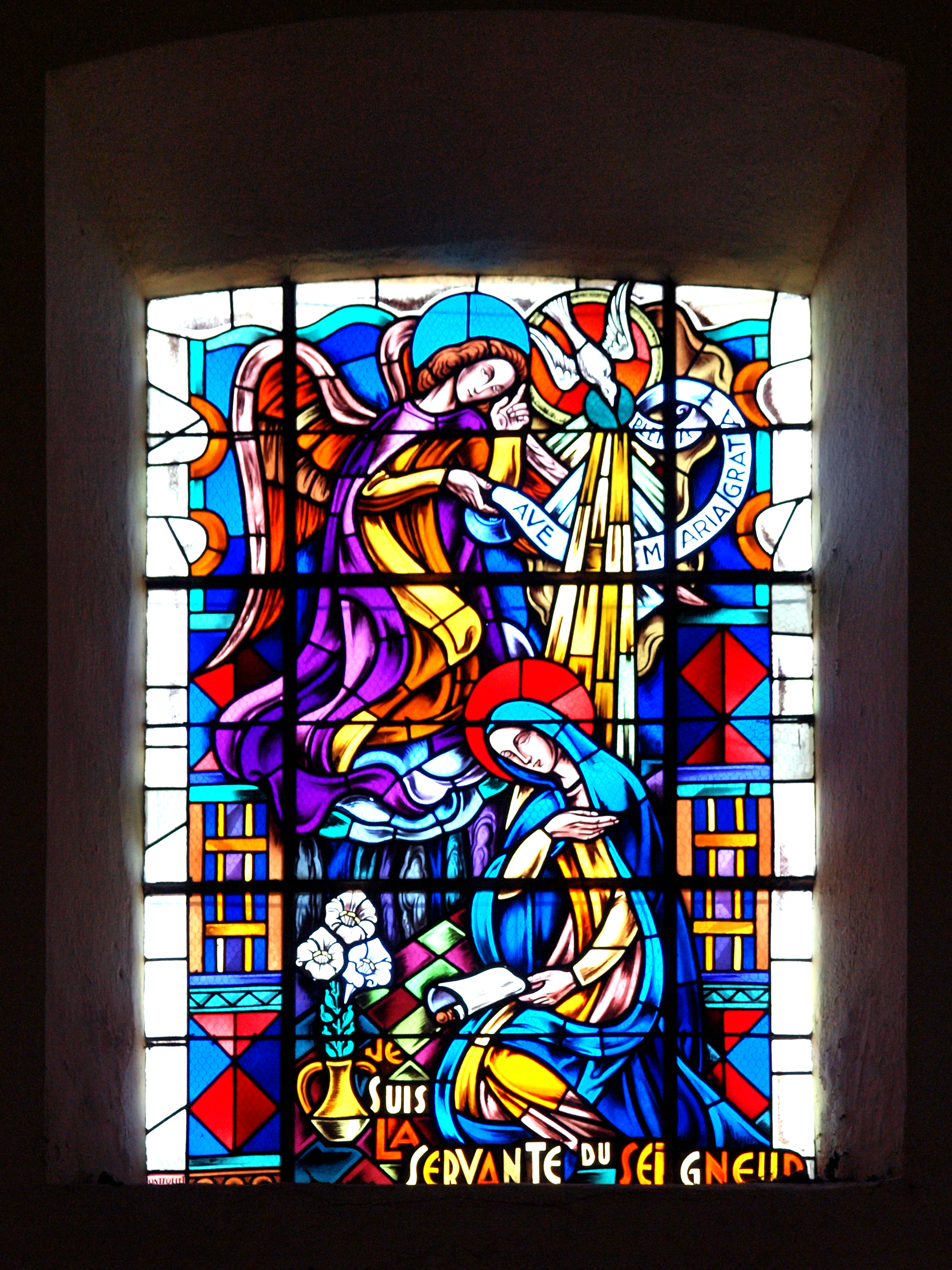
Vitrail de la façade principale.

#### La chapelle Sant'Alesiu
La chapelle de Sant'Alesiu (en français Saint-Alexis) est située à 1150 mètres d'altitude, en limite avec les communes de Rusio et Castellare di Mercoriu.

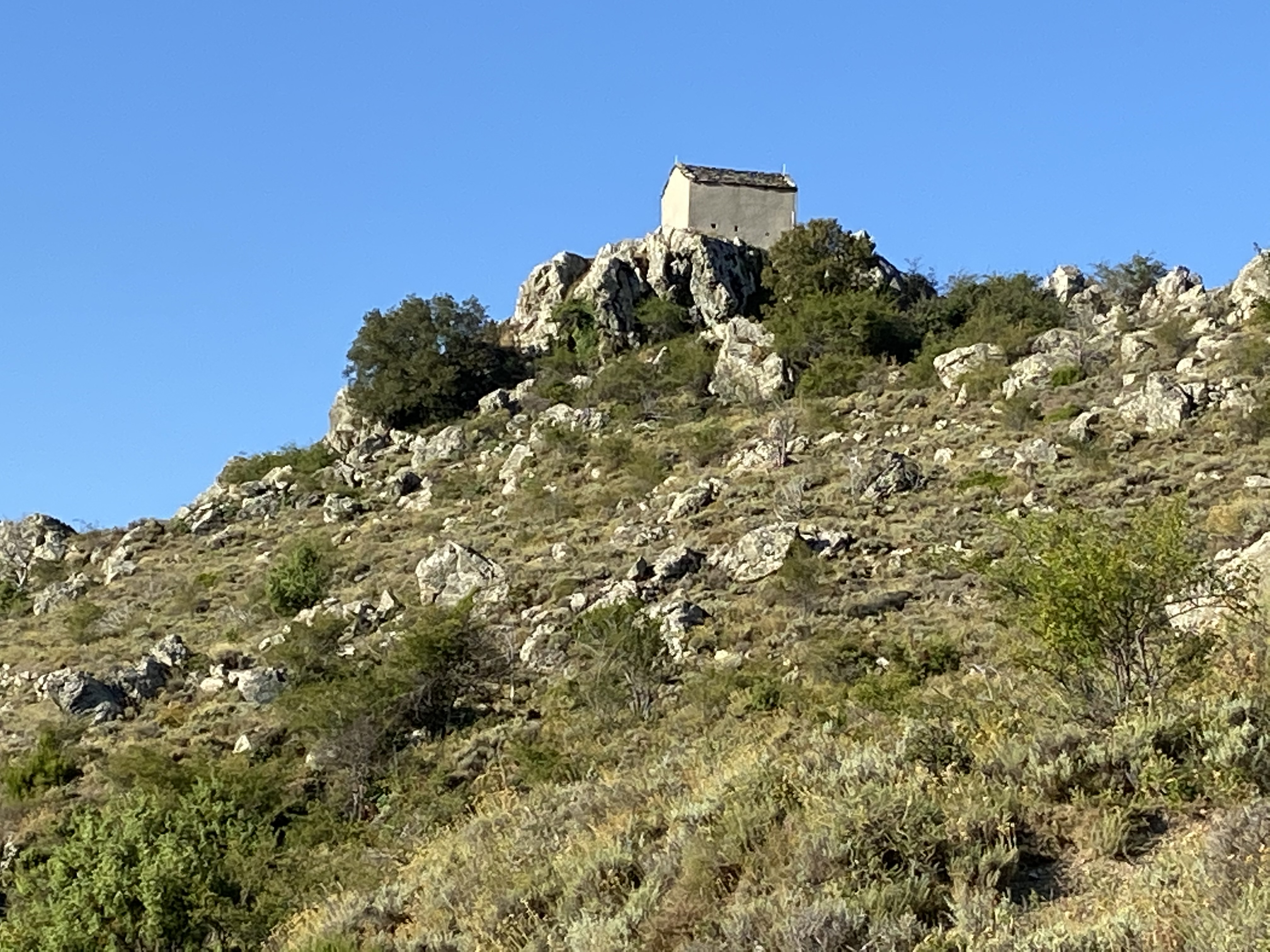
Sant'Alesiu

#### Les ruines de l'ancienne église piévane San Ghjuvanni et San Quilicu
Les vestiges de l'ancienne église piévane sont toujours visibles. Le titre d'église piévane est attesté par le lieu-dit "U Collu di a Pieve" à quelques mètres des ruines. Il ne reste pas grand-chose, hélas. Geneviève Moracchini-Mazel explique que de mémoire de villageois les pierres de la vieille piévanie ont servi à construire l'église principale du village, de A Nunziata, au XIXe siècle.

Les vestiges de l'ancienne piévanie du Boziu, San Ghjuvanni è San Quilicu

#### Autres
- Chapelle Saint-Augustin se situant sur une éminence au sud de la commune.
- Chapelle Saint-Eustache, romane, ruinée.

## Personnalités liées à la commune
- Joseph Giuliani, médecin et poète, en littérature « Germain Trézel » (Sermanu 1877 - Villefranche-sur-Saône ?).
- Petru Guelfucci.

## Fêtes et loisirs
- A Festa di u Viulinu avait été créée à Sermanu en 1997. Depuis 2001 elle est devenue un grand festival de danses et musiques à danser à Corte qui s'y déroule fin juillet : FestiBallu.

### Randonnées

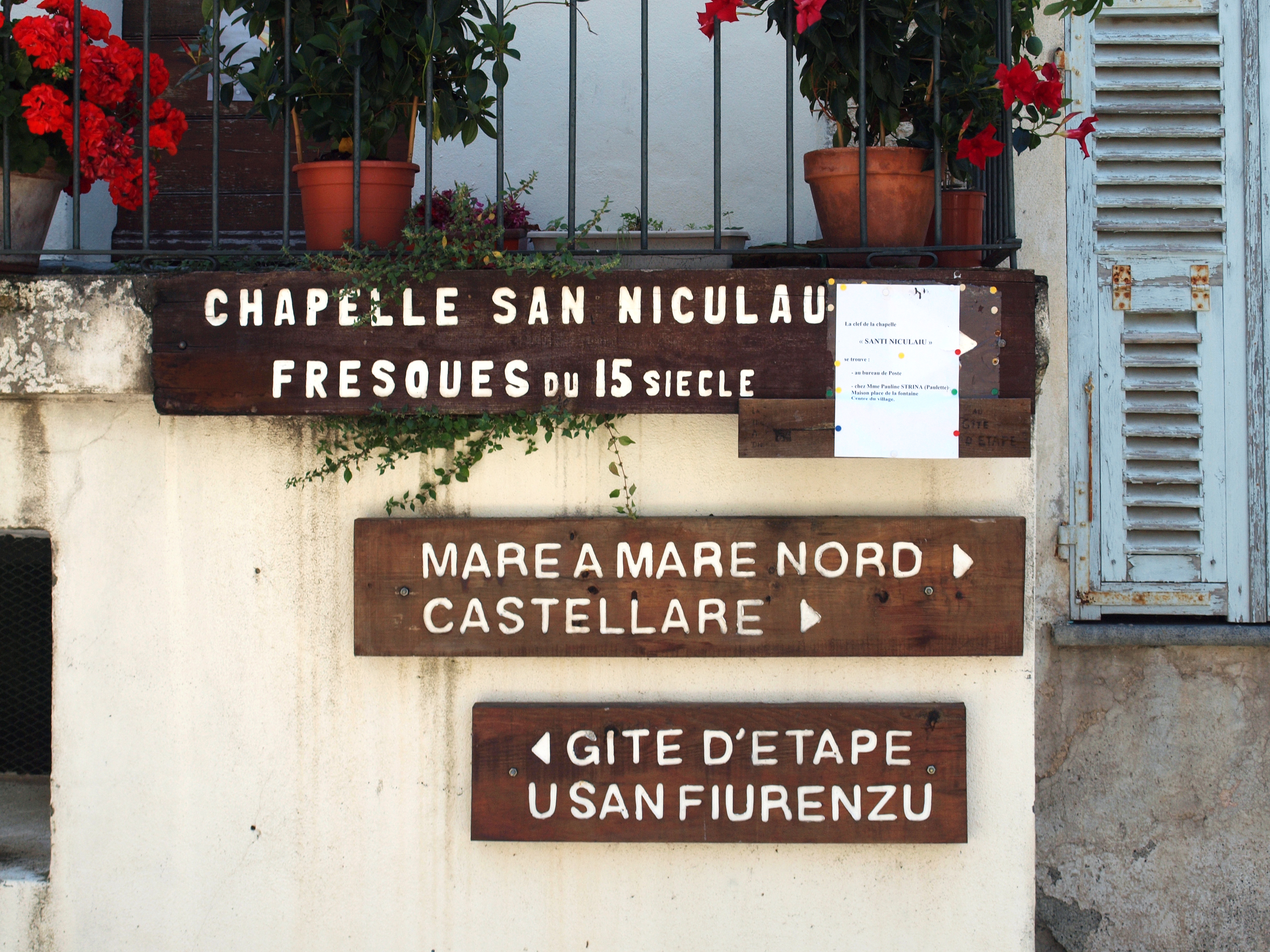
Panneaux directionnels.

La commune est traversée latéralement par le sentier de grande randonnée Mare a mare Nord depuis Santa-Reparata-di-Moriani à l'est, en direction de Corte à l'ouest. Une variante démarre sous la chapelle San Nicolao et conduit à Corte en traversant le Tavignano et la RN 200 au sud de l'aérodrome de Corte.
Un gîte d'étape, le San Fiurenzu, se trouve à l'entrée orientale du village.